# Walter Schellenberg (Fußballspieler)
Walter Schellenberg (* 4. Februar 1923) ist ein ehemaliger deutscher Fußballspieler. Für die ZSG, die BSG Stahl und Motor Altenburg spielte er 1951 und 1952 in der DDR-Oberliga, der höchsten Spielklasse im DDR-Fußball.

## Sportliche Laufbahn
Als 1950 in der Rückrunde der Ostzonenliga, der späteren DDR-Oberliga, bei der Zentralen Sportgemeinschaft (ZSG) Altenburg der Angriffstammspieler Günther Hercher ersetzt werden musste, sprang für ihn der 27-jährige Neuling Walter Schellenberg für zwei Spiele ein. Bereits bei seinem ersten Einsatz schoss er das erste Tor seiner beginnenden erfolgreichen Torjägerkarriere. Er musste jedoch fast ein Jahr warten, ehe er zu seinen nächsten Einsätzen in der Altenburger Mannschaft kam. Diese Gelegenheit ergab sich 1951 zu Beginn der Saison-Rückrunde, in der die bisherigen ZSG als Betriebssportgemeinschaft (BSG) Stahl in der nun ebenfalls umbenannten DDR-Oberliga antrat. Schellenberg kam nun als Ersatz für den längerfristig ausgefallenen Stürmer Karl Friedemann in die Mannschaft, für die Schellenberg alle 17 Punktspiele der Rückrunde bestritt. Er entpuppte sich sofort als wertvolle Alternative, denn er schaffte es mit seinen elf Treffern noch zum Torschützenkönig der Mannschaft. Seine Beständigkeit und Treffsicherheit stellte er auch in der Spielzeit 1951/52 unter Beweis, als er in den 36 Oberligaspielen nur einmal fehlte und mit 14 Toren erneut zum besten Torschützen wurde. Er konnte jedoch den Abstieg der Altenburger nicht verhindern und musste in den folgenden Jahren mit der BSG, die zu Beginn der Spielzeit 1952/53 als Motor Altenburg antrat, in der zweitklassigen DDR-Liga spielen. Bis 1955 gehörte Schellenberg zu den Eckpfeilern der BSG Motor. In den drei Spielzeiten bestritt er 66 der 76 Ligaspiele und war auch mit 37 Treffern weiter ein erfolgreicher Torschütze. Als im Herbst 1955 zum Wechsel vom Sommer-Frühjahr-Spielrhythmus zur Kalenderjahr-Saison im DDR-Fußball eine Übergangsrunde ausgetragen wurde, kam Schellenberg in den 13 Spielen der DDR-Liga in allen Begegnungen zum Einsatz und erzielte mit sechs Toren die meisten Treffer der Altenburger. In der Saison 1956 konnte er noch 19 der 26 Ligaspielen absolvieren, erzielte aber nur noch ein Tor. Nach neun Punktspielen und drei Toren erfolgte Ende 1957 für den 34-jährigen Walter Schellenberg der Abschied vom höherklassigen Fußballgeschehen. Innerhalb von sieben Jahren hatte er 54 Oberligaspiele bestritten, in denen er 26 Tore erzielte. In der DDR-Liga kam er in 107 Spielen zum Einsatz und schoss 47 Tore.